# 丸亀市消防本部
丸亀市消防本部（まるがめししょうぼうほんぶ）は、香川県丸亀市の消防部局（消防本部）。管轄区域は丸亀市全域。

## 概要
- 消防本部： 丸亀市大手町2丁目1-37
- 管内面積：111.80km2
- 職員数：119人
- 消防署2カ所、分署1カ所

### 主力機械
2019年9月23日現在
- 消防ポンプ自動車：9
- 水槽付消防ポンプ自動車：2
- 化学消防自動車：1
- はしご付消防自動車：1
- 救助工作車：2
- 水槽車：1
- ホース延長車：1
- 救急自動車：5
- 指令車：2
- 広報車：2
- 予防調査車：2
- 予防広報車：1
- 防災広報車：1
- 人員搬送車：1
- 資材搬送車：2
- 薬液搬送車：1
- 機動連絡車：1
- 連絡車：2
- 燃料補給車：1
- 水難救助車：1

## 沿革
- 1952年6月 消防本部並びに消防本部を新設し、丸亀市消防本部が発足する。
- 1953年3月 二番丁1番地の2に消防庁舎を改築・移転する。
- 1966年11月 都市計画に基づき、大手町二丁目4番1号に消防本部（署）庁舎を新築する。
- 1973年4月 綾歌郡綾歌町・飯山町の2町により飯綾消防組合が設立される。消防署を飯山町上法軍寺296-1に置く
- 1987年12月 郡家町に丸亀市消防署南分署を新築し、業務を開始する。
- 2005年
  - 3月21日 丸亀市との合併により飯綾消防組合が解散する。
  - 3月22日 丸亀市と綾歌郡綾歌町および飯山町が合併し、新たな丸亀市が誕生する。丸亀市消防署を北消防署、丸亀市消防署南分署を北消防署郡家分署、飯綾消防組合消防署を南消防署に改める。

## 組織
- 本部 - 総務課、予防課、防災課
- 消防署

## 消防署
| 消防署   | 住所                | 分署               |
| -------- | ------------------- | ------------------ |
| 北消防署 | 大手町2丁目1-37     | 郡家：郡家町1033-1 |
| 南消防署 | 飯山町下法軍寺296-1 | なし               |